# Peristethium archeri
Peristethium archeri är en tvåhjärtbladig växtart som först beskrevs av Albert Charles Smith, och fick sitt nu gällande namn av Kuijt. Peristethium archeri ingår i släktet Peristethium och familjen Loranthaceae. Inga underarter finns listade i Catalogue of Life.